# Deuk
Deuk es una comuna camerunesa perteneciente al departamento de Mbam-et-Inoubou de la región del Centro.
En 2005 tiene 11 485 habitantes, de los que 1706 viven en la capital comunal homónima.
Se ubica en el noroeste de la región, en el límite con la región del Oeste. Su territorio está delimitado al sur por el río Mbam.

## Localidades
Comprende, además de Deuk, las siguientes localidades:
- Banda
- Beandong
- Bee
- Bissia
- Boko
- Diouma
- Djaga
- Fiang
- Gah
- Gbah
- Goufe
- Kop
- Mbim
- Mouzi
- Mpagne
- Mpouga
- Ndambi
- Ndanekong
- Nkang
- Nkoubou
- Nyamzom
- Tsongo
- Zakan
- Zock